# 月桂葉

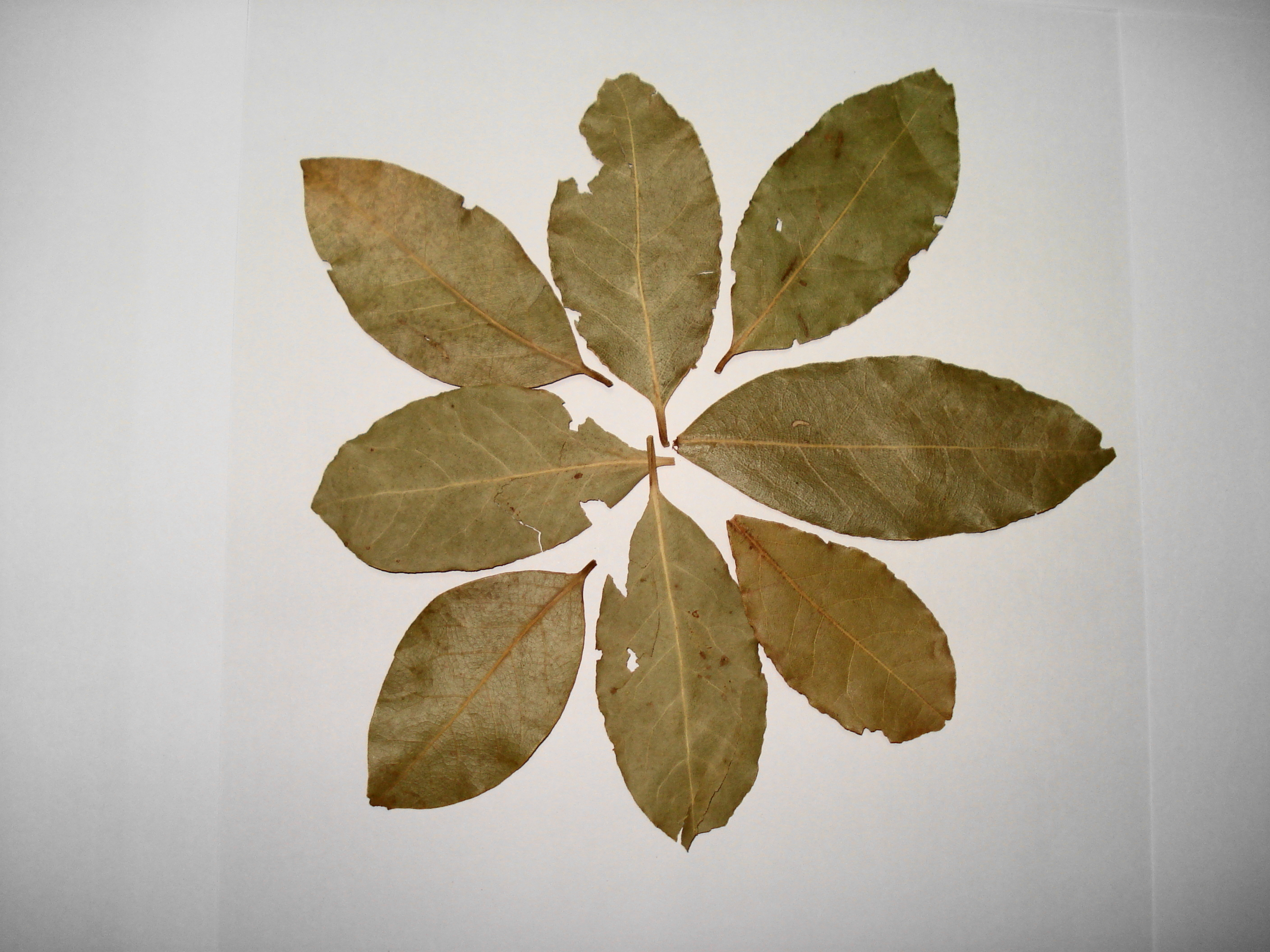
月桂葉 (Laurus nobilis)

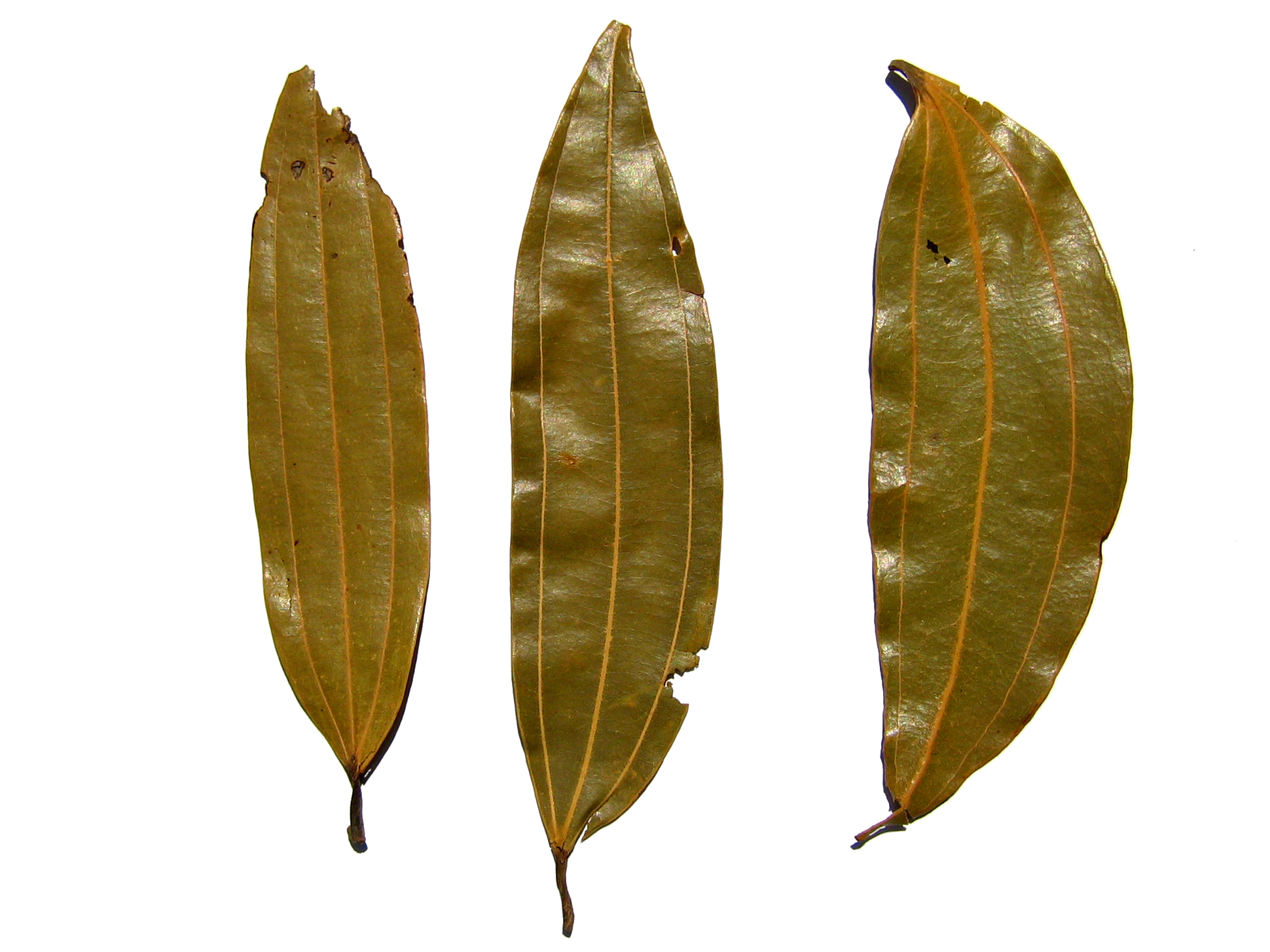
印度月桂葉 柴桂 (Cinnamomum tamala)

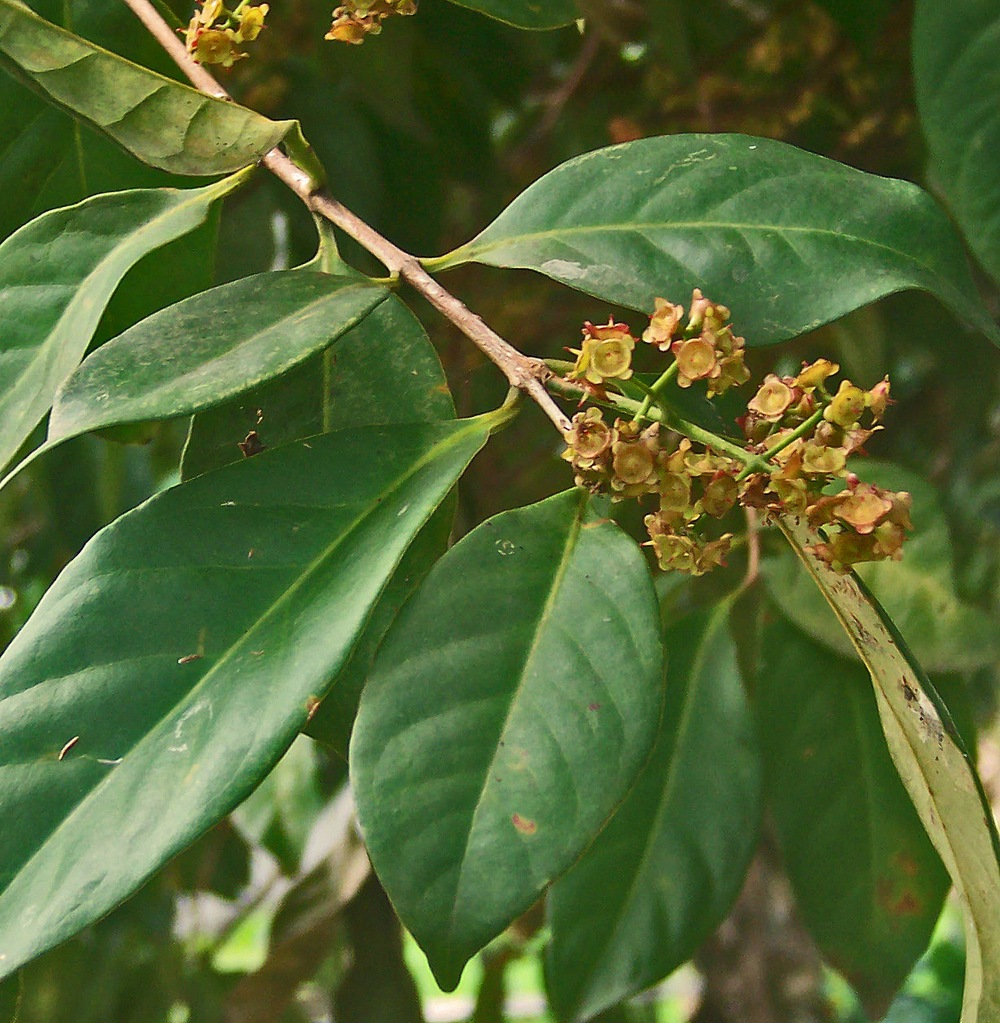
印尼月桂葉 黃金蒲桃 (Syzygium polyanthum)

月桂葉是由月桂的具有獨特芳香的樹葉。新鮮採擇或脫水乾燥後的月桂葉都常作為調味應用於地中海烹飪中，例如煲湯、燜、燉、煙熏等。新鮮的月桂葉性質溫和，脫水後其香味會變得濃烈。中国烹饪中则常用干燥的月桂叶作为香料，通称香叶。

## 種類
月桂葉可以意指其他不是真正出自月桂樹的葉片：
- 加州月桂葉：加州月桂的葉片，亦稱「俄勒岡香桃木」，外觀類似月桂樹但具有更強烈香味，屬於自己的「加州月桂屬」。
- 柴桂葉：柴桂的葉片，亦稱印度月桂葉，為樟属，多為肉桂材料的品種。
- 印尼月桂葉：其植物是印尼以外極為罕見的Syzygium polyanthum，常用於當地烹飪煮食肉類。其生物分類更偏離以上其他品種，屬於桃金孃科。[2]

## 化學成分
歐洲/地中海植物月桂樹(Laurus nobilis)的葉子含有約1.3%的精油（ol. lauri folii），其中包括45%桉叶油醇、12%其他萜烯、8-12%乙酸萜品酯、3-4%倍半萜、3%甲基丁香油酚等α-和β-蒎烯、水芹烯、芳樟醇、香葉醇、松油醇，也含有月桂酸。 

## 歷史
自有文字記錄以來已經有文獻記載月桂樹的耕作，它源於小亞細亞並傳播到地中海及其他氣候合適的國家。月桂的繁殖沒有往北移動是因為它不能抵禦寒冷天氣。土耳其是現今其中一個主要的月桂葉輸出國，其他地區包括法國、比利時、意大利、俄羅斯、哥倫比亞、中美洲、北美洲和印度。月桂葉在希臘和羅馬的文化中具有重要的象徵和文學意義，於其古代神話中經常可以看到月桂葉的裝飾以歌頌月桂樹作為榮譽的象徵。

## 性質與用途
月桂葉的味道苦而辛辣，其散發的氣味比味道更受人注目，當脫水乾燥後其香氣會更具草藥特質和帶點花香，有點類似蘑菇草和麝香草。月桂葉含有的香叶烯和精油丁香酚可以被提取用作香水的化學材料。
月桂葉是歐洲、特別是地中海地區烹飪中極為常見的調味材料，北美洲和法國烹飪都有菜式重用月桂葉。月桂葉多用於煲湯、燉肉、海鮮和蔬菜。一般煮食時會直接將整片葉不經切割使用，又或者將幾束月桂葉連莖於其他香草綁起來置於烹調器皿方便完事後將其移除，因為一般菜譜要求的是月桂葉的芳香而非味道，其辛辣對食客而言太激烈。切碎或磨成粉末的月桂葉比未經切割的葉片釋放出更多的香味，切碎的月桂葉更難於從菜餚中移除，見於紗布茶包。磨碎的月桂葉就不用在烹調後移除。月桂葉又常見於印度和巴基斯坦的烤製香飯和其他香味極為豐富的菜式，一些印度咖哩粉葛拉姆馬薩拉的配方亦有包含磨成粉末的月桂葉。月桂葉可以散落於甜點上用以驅除各種嗜甜的昆蟲。

## 安全
月桂科的一些成員，以及無關但外觀相似的山月桂(Kalmia latifolia)和桂樱，其葉子對人類和牲畜有毒。雖然這些植物不會在任何地方出售用於烹飪用途，但它們在視覺上與月桂葉的相似性導致人們經常認為月桂葉在烹飪後應該從食物中去除，因為它們有毒。這不是真的；月桂葉可以食用，沒有毒性作用。然而，即使徹底煮熟後，它們仍然令人不快地僵硬，如果整個或大塊吞嚥，可能會造成傷害消化道或導致窒息的風險。因此，大多數使用月桂葉的食譜都會建議在烹飪過程完成後將其去除。

### 加拿大食品藥物法規
加拿大政府要求月桂葉的總灰分含量不得超過4.5%，其中不溶於鹽酸的物質最多不得超過0.5%。要被認為是乾燥的，它們的水分含量必須為 7% 或更少。每100克香料的含油量不能少於1毫升。

## 圖片集

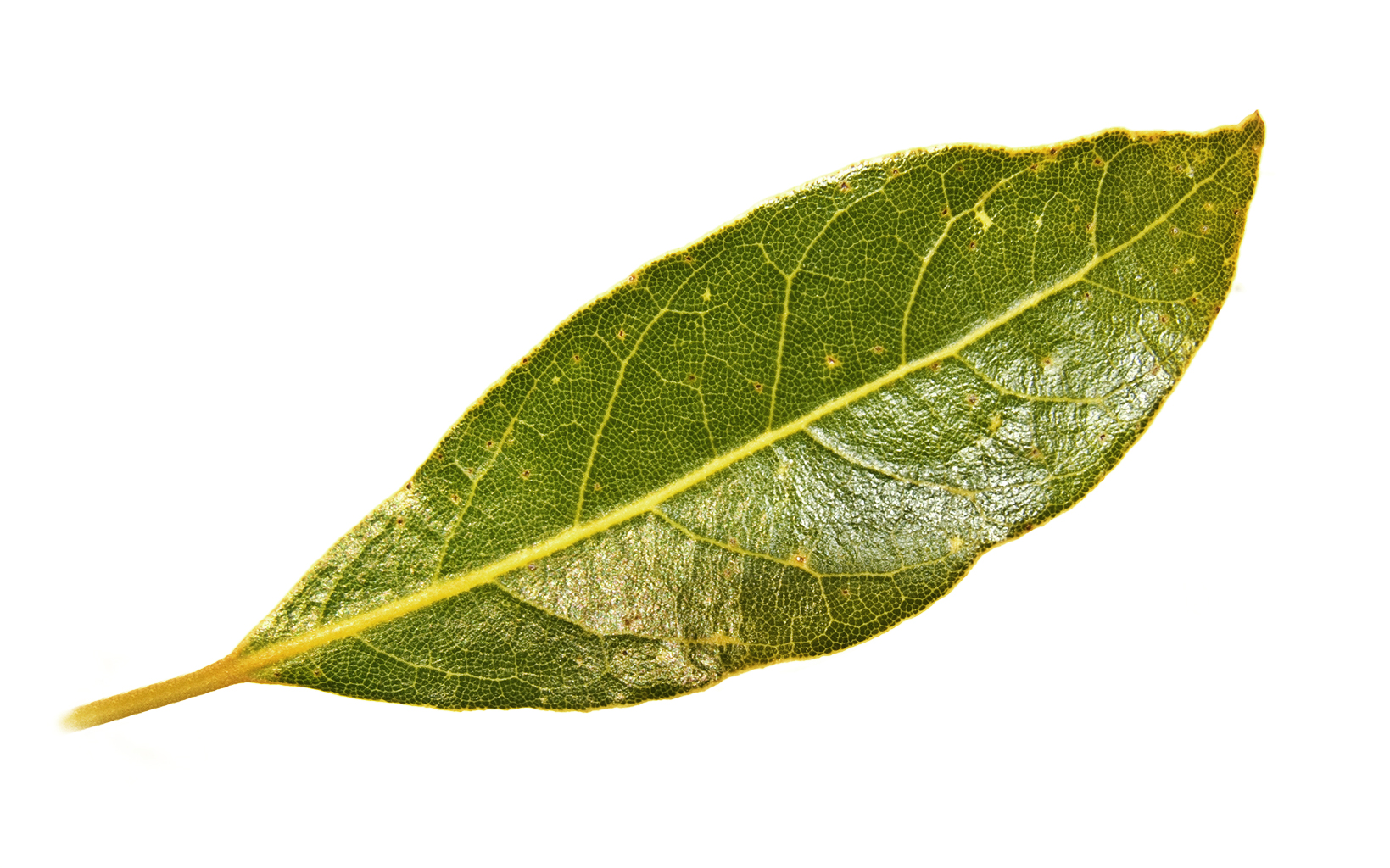
月桂葉
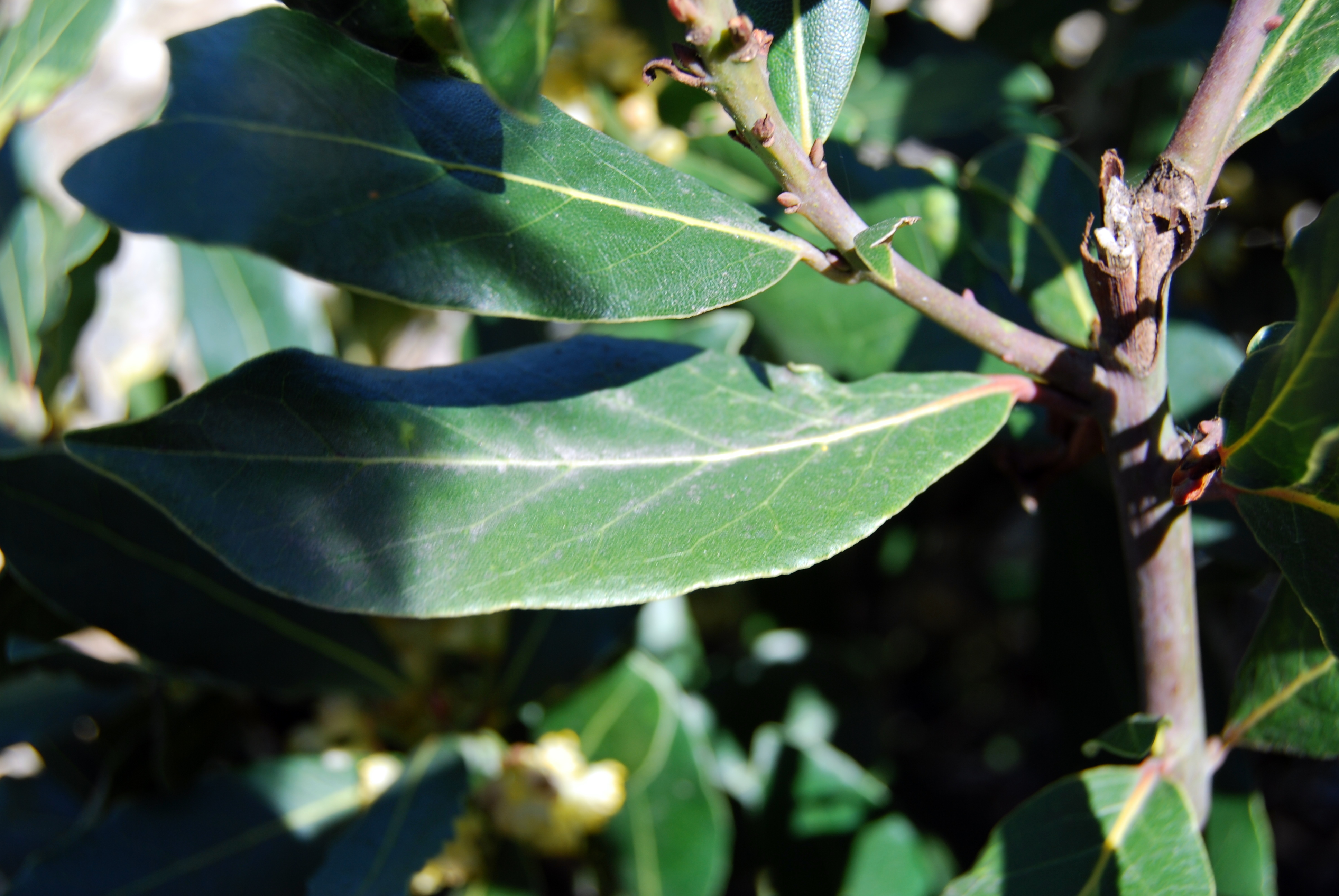
月桂葉
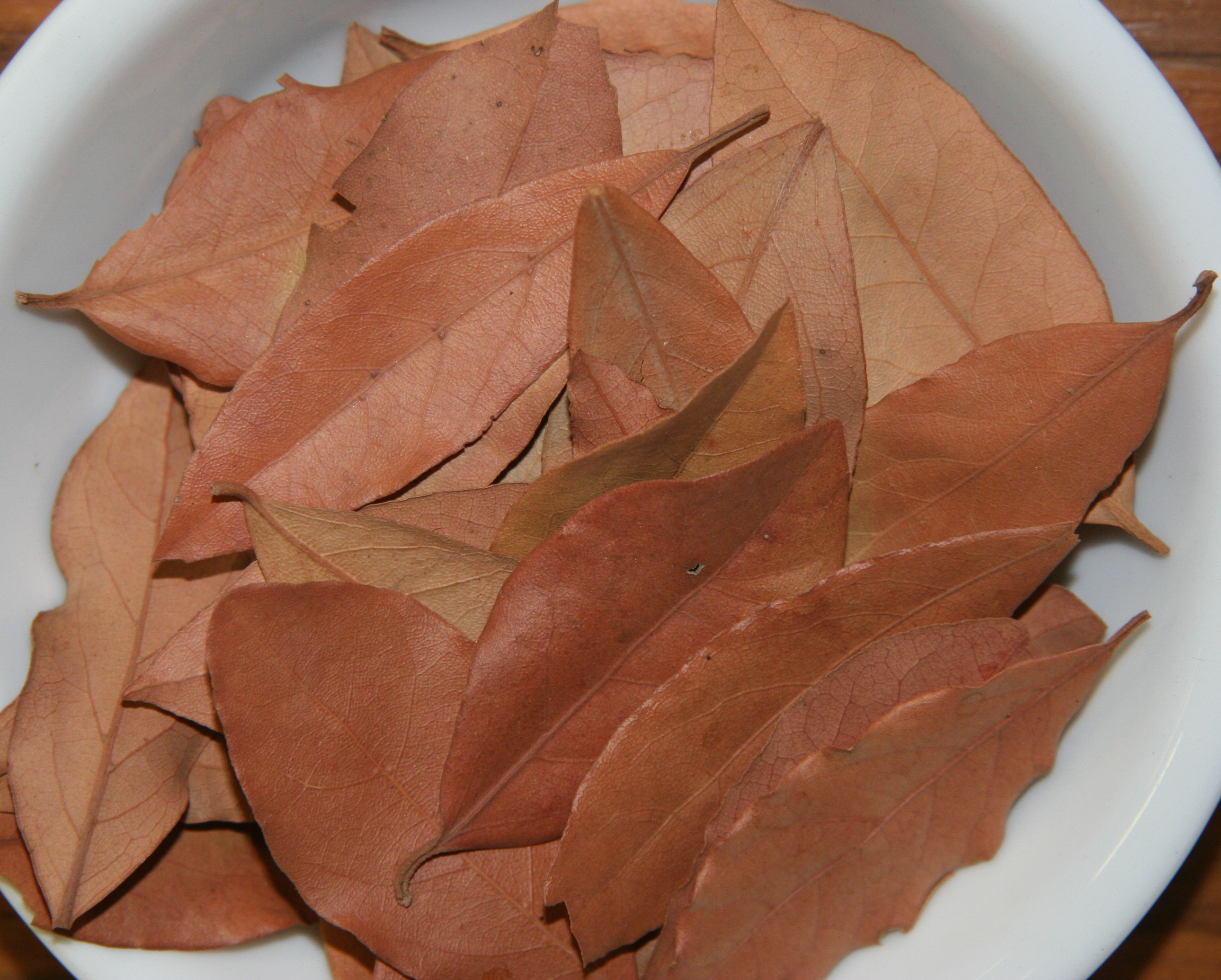
乾燥後的月桂葉